# Chiesa di Santo Stefano (Vicenza)
La chiesa di Santo Stefano è un edificio religioso di Vicenza, in Italia, costruito in stile barocco tra la fine del XVII e la prima metà del XVIII secolo sul luogo dove sorgeva una delle più antiche cappelle della città.

## Storia

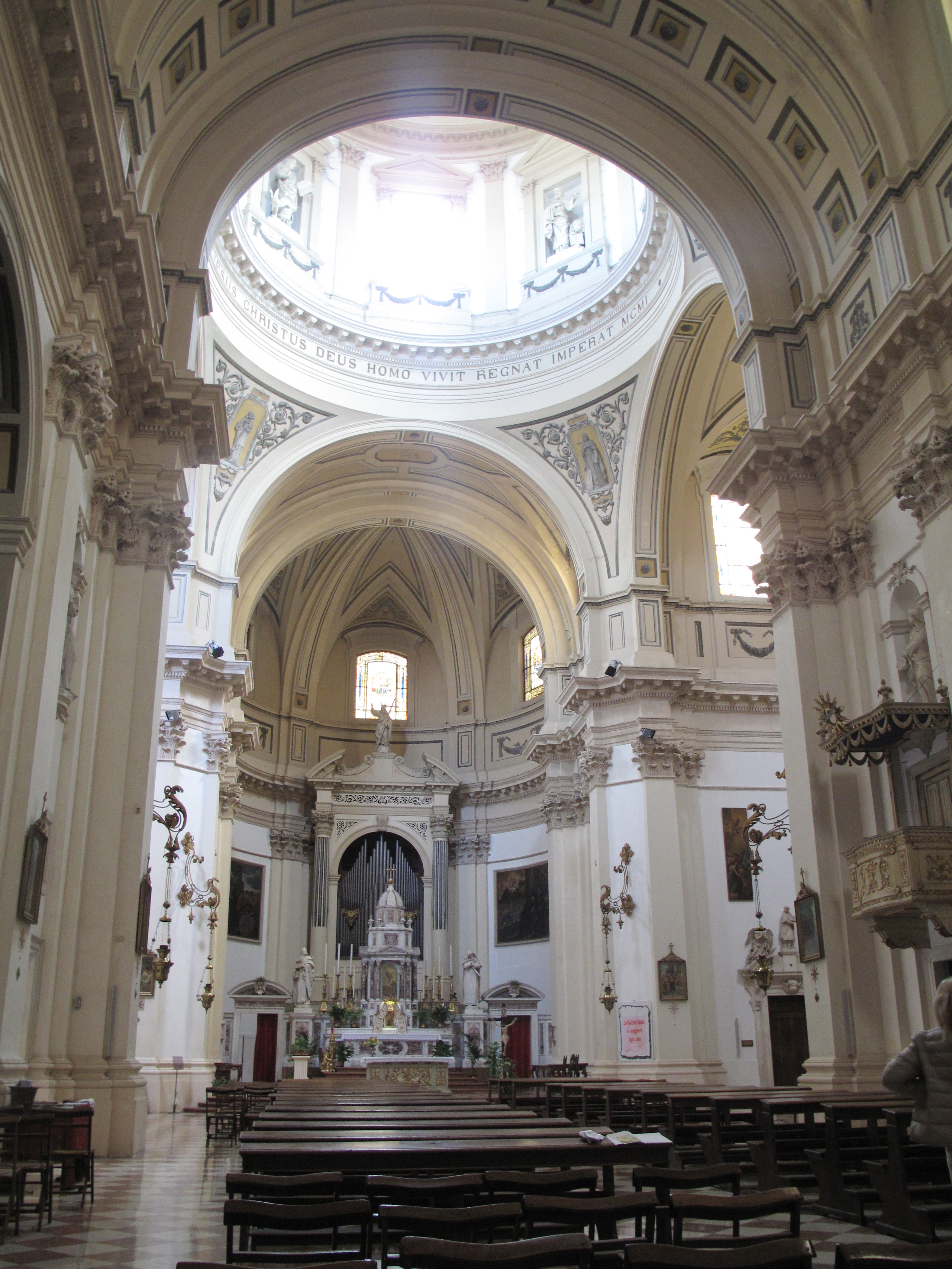
Interno della chiesa di Santo Stefano

### L'antica cappella e la parrocchia urbana
Data l'antichità del culto del martire Stefano, il Sottani ritiene probabile che una cappella in suo onore sorgesse in Vicenza fin nei primissimi tempi del cristianesimo. La prima citazione sicura relativa a una cappella dedicata al santo è però contenuta in una bolla di papa Urbano III del 1186, con la quale egli conferma le donazioni che l'anno precedente il vescovo di Vicenza Pistore aveva fatto ai canonici della cattedrale. Si trattava, a quel tempo, di una delle sette cappelle della città, ciascuna delle quali dotata di una certa giurisdizione parrocchiale esercitata, in stretta dipendenza dal capitolo della cattedrale, da sacerdoti che continuavano a denominarsi cappellani e si erano associati nella congregatio cappellanorum civitatis Vincentiae - che resistette fino all'epoca napoleonica - dove mettevano in comune gli utili derivanti dai funerali.
Tra la fine del XIV secolo e gli inizi del XV la cappella di Santo Stefano appariva la più importante della città, dopo la cattedrale. Alcuni documenti del tempo ricordano che in essa si costruirono cappelle laterali e altari, tra cui un altare dedicato ai Re Magi. Nel 1459 la chiesa, ormai fatiscente, fu totalmente ricostruita e in quella ricostruzione andarono distrutte le opere d'arte costruite in precedenza, ma ben presto vennero costruite nuove cappelle, finanziate con lasciti testamentari di famiglie importanti, come i Pagello, i Sesso, i Capra. Dagli atti della visita pastorale del 1530 si apprende che la chiesa fu trovata "onorevole, ben costruita, con cappelle ai lati" e particolarmente notato fu l'altare di San Paolo, fatto costruire da Bartolomeo Revese nel 1527. In quel periodo la chiesa era in possesso di beni propri: si ricorda infatti un testamento del rettore di Santo Stefano, Bartolomeo da Valdagno che nel 1495, ammalato di peste, lasciava dei campi alla congregazione dei preti parrocchiali, che a sua volta possedeva beni comuni.
Nel 1557 la Sindacaria di Santo Stefano, con 1633 anime, era la più numerosa della città.
Nel 1595 don Girolamo Pisani, parroco di Santo Stefano, rinunciò al suo diritto in favore dei chierici regolari teatini, che il vescovo Michele Priuli aveva chiamato a Vicenza per diventare un centro di rinnovamento religioso, in attuazione della riforma tridentina. I teatini, dopo aver acquistato nei pressi della chiesa alcune case e terreni per poter fabbricare, iniziarono subito a costruire il loro convento e a restaurare la chiesa, aiutati da elemosine raccolte in Vicenza e in altre città; tra i principali donatori lo stesso vescovo e la famiglia Thiene. Durante l'interdetto che il papa Paolo V comminò alla Repubblica di Venezia, essi - insieme con le altre congregazioni tridentine - furono solidali con il papa, sfidando la Serenissima.

### La ricostruzione del XVIII secolo

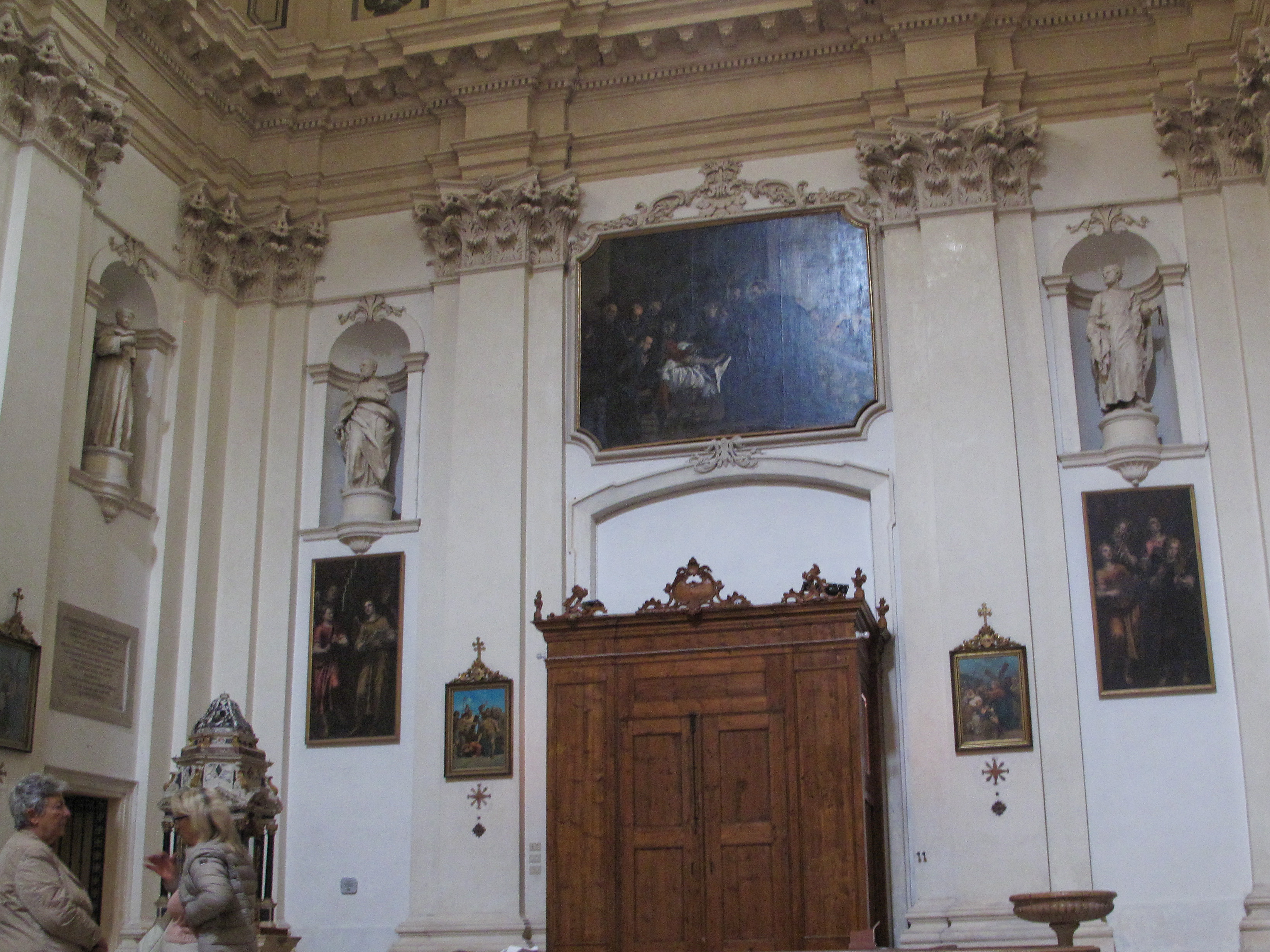
Controfacciata

Un secolo più tardi le esigenze di conduzione pastorale della parrocchia di Santo Stefano, la più centrale e importante della città, erano troppo distanti da quelle della comunità religiosa. Oltre a ciò, i teatini non erano disposti a sobbarcarsi l'onere di ricostruire la vecchia chiesa senza poter sostituire il nome del titolare con quello del loro fondatore san Gaetano Thiene, che nel 1629 era stato beatificato. Manifestarono così la precisa intenzione di costruirne una nuova da dedicare a san Gaetano. Per realizzare questo obiettivo raccolsero il consenso di famiglie nobili: nel 1692 il conte Ascanio Thiene - manifestando la volontà di essere sepolto nella chiesa dei padri teatini, nella cappella di San Gaetano, avvolto nella sua cappa bianca di membro della Confraternita del Gonfalone - lasciò 1000 ducati da impiegare per la costruzione di una nuova chiesa o, quantomeno, per l'ampliamento di quella esistente; ancora più esplicito in tal senso il testamento di Claudio Thiene.
Nel frattempo era venuta meno anche l'autorizzazione del Comune a ricostruire la chiesa di Santo Stefano portando il prospetto principale sul corso, come era stato progettato in forme grandiose dall'architetto teatino Guarino Guarini. Abbandonato questo progetto perché troppo costoso, ne fu elaborato un altro la cui paternità non è ancora chiarita, che ricalcava "disegni fatti venire da Roma" (probabilmente ispirato alla Basilica di Sant'Andrea della Valle). Santo Stefano infatti è a Vicenza l'unica chiesa di impronta schiettamente romana.
La benedizione della prima pietra avvenne il 25 giugno 1695 con lo scopo preciso di onorare san Gaetano Thiene - dal 1672 proclamato dal "gravissimo Consiglio dei 150" nuovo compatrono di Vicenza assieme a san Vincenzo - e di ricordarne la canonizzazione, tanto che la chiesa venne intitolata a questi due santi. La costruzione fu iniziata dall'architetto vicentino Carlo Borella - che in quel periodo godeva di grande fama per aver costruito la chiesa di Araceli e il santuario di Monte Berico - e si protrasse per oltre 40 anni, sostenuta da erogazioni del Consiglio comunale e da donazioni di privati cittadini. I lavori della facciata e della cupola continuarono fino al 1750, sulla base del disegno originale ma ridotto e corretto. A quel punto si mise in mano agli interni e, in particolare, alla costruzione dell'altare maggiore, lavori che si protrassero fino al 1764, sempre sostenuti da finanziamento comunale.
Nel 1720 i teatini, ormai disinteressati alla conduzione della parrocchia, furono privati con pubblico decreto della chiesa di Santo Stefano e iniziarono la costruzione dell'attuale chiesa di San Gaetano, i cui lavori durarono soltanto nove anni, pur potendo contare solo sulle elemosine dei privati. Era palese la disapprovazione del Consiglio comunale per quel doppione che si veniva a creare, dato che Santo Stefano, allora in fase di ristrutturazione, avrebbe dovuto essere secondo i patti iniziali la chiesa dei santi patroni, Gaetano e Vincenzo. Forse questa polemica - o forse la mancanza di spazi per le abitazioni civili, o forse ancora le ingenti erogazioni di denaro che il Comune era comunque tenuto a sborsare per contribuire alle spese - fu all'origine, nel 1736, del divieto ducale che vietava la costruzione di nuove chiese senza autorizzazione. Altri dissapori vi furono con i canonici della cattedrale, che vantavano gli antichi diritti, e per la suddivisione delle suppellettili sacre; i Teatini furono costretti a lasciare alla parrocchia anche la preziosa statua d'argento del loro santo fondatore, che era stata pagata dal Comune per una spesa di oltre 1400 ducati. La chiesa riprese pienamente il titolo di Santo Stefano.

### La chiesa in età contemporanea
Arrivate a Vicenza il 27 maggio 1797 le truppe francesi, queste depredarono tutte le chiese delle argenterie, le fusero in verghe e le spedirono in Francia; nella chiesa di Santo Stefano fu rubata la famosa statua d'argento, assieme a due grandi vasi, al parapetto d'argento dell'altare di san Gaetano e ad altri arredi.
Durante il periodo napoleonico ebbe luogo una radicale riorganizzazione della struttura ecclesiastica urbana, che fu concentrata nelle sole tre parrocchie della cattedrale, di Santo Stefano e di San Marcello (poi di San Filippo Neri). In un primo momento anche Santo Stefano corse il rischio di essere eliminata e incorporata in quella di Santa Maria in Foro: le suppliche dei cittadini ottennero però che essa fosse confermata, e anzi alla parrocchiale di Santo Stefano vennero annesse le chiese sussidiarie - fino ad allora sedi parrocchiali - di San Eleuterio e Santa Barbara, oltre a quelle non parrocchiali di Santa Corona e di San Vincenzo. Da quel momento il titolo della chiesa fu quello dei Santi Eleuterio e Barbara in Santo Stefano.
Negli anni 1837-40 fu steso il pavimento in quadrino di marmo bianco e violaceo e fu costruita una cupola emisferica che fu abbattuta nel 1895 e sostituita con l'ardita cupola poggiante sopra l'alto tiburio, opera di Vittorio Barichella, che rese così la chiesa il più alto edificio della città, secondo in altezza solo alla torre Bissara. Nel corso dello stesso secolo era stato costruito il campanile.

## Descrizione

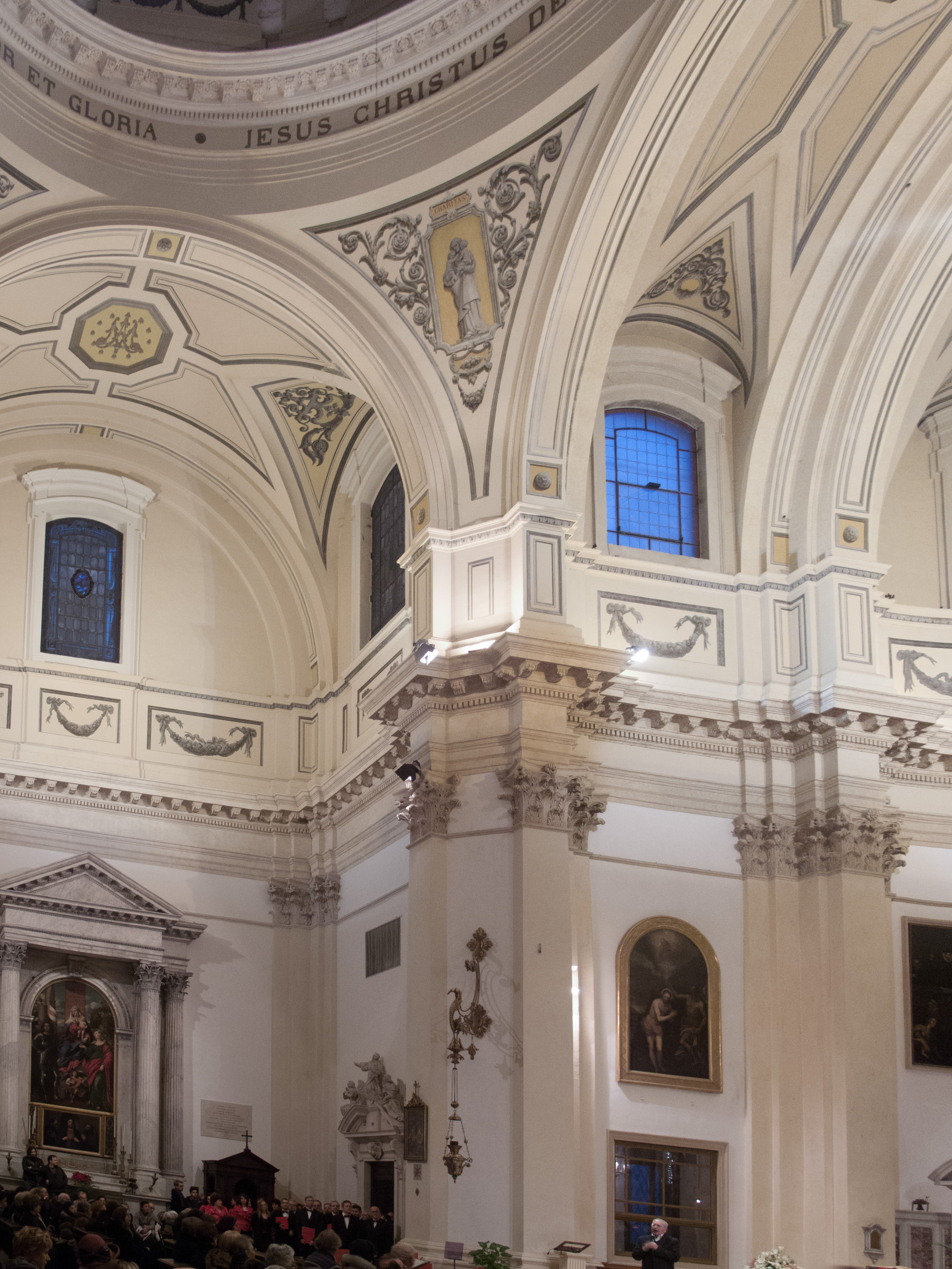
Interno

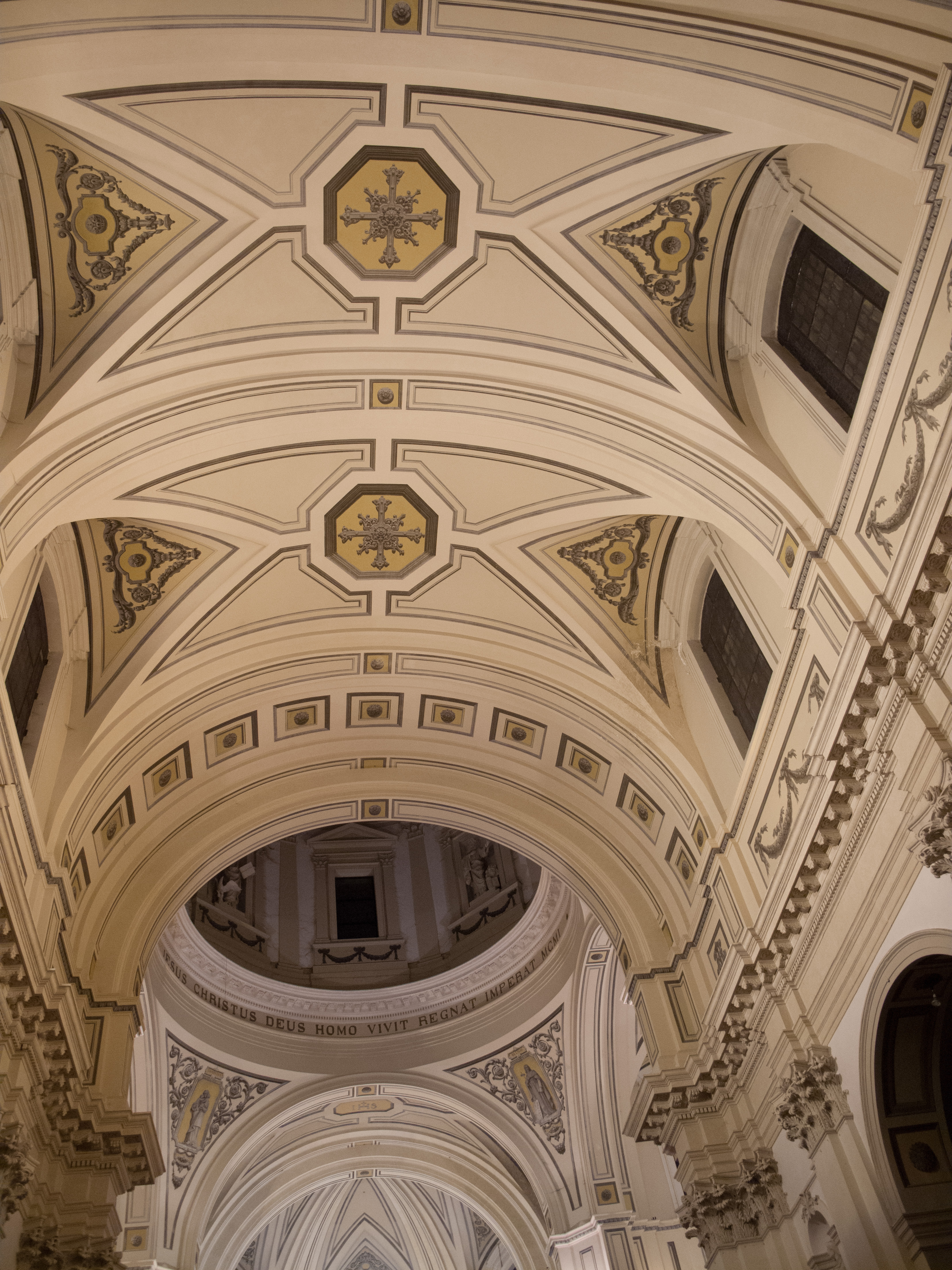
Soffitto

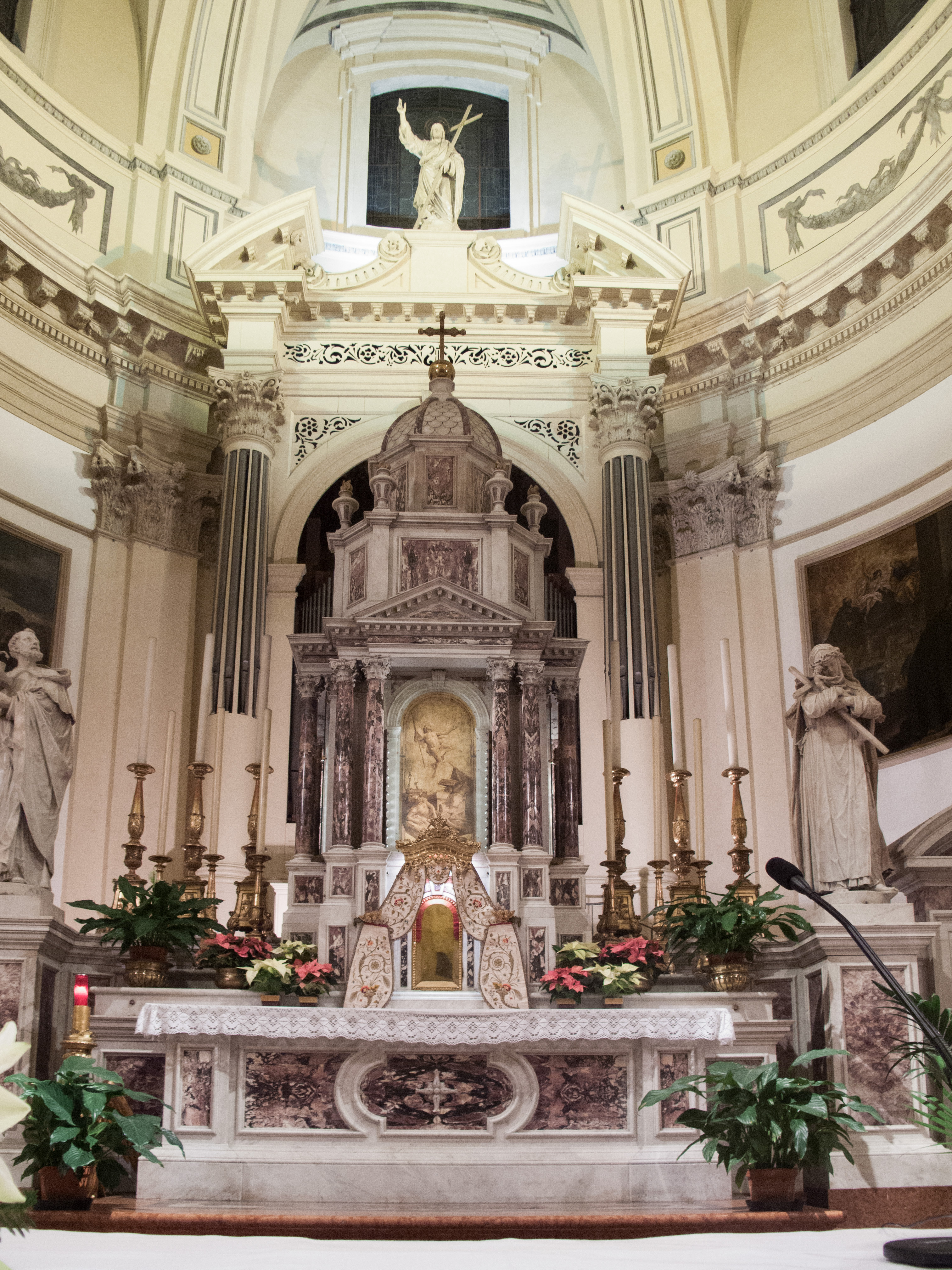
Altare maggiore

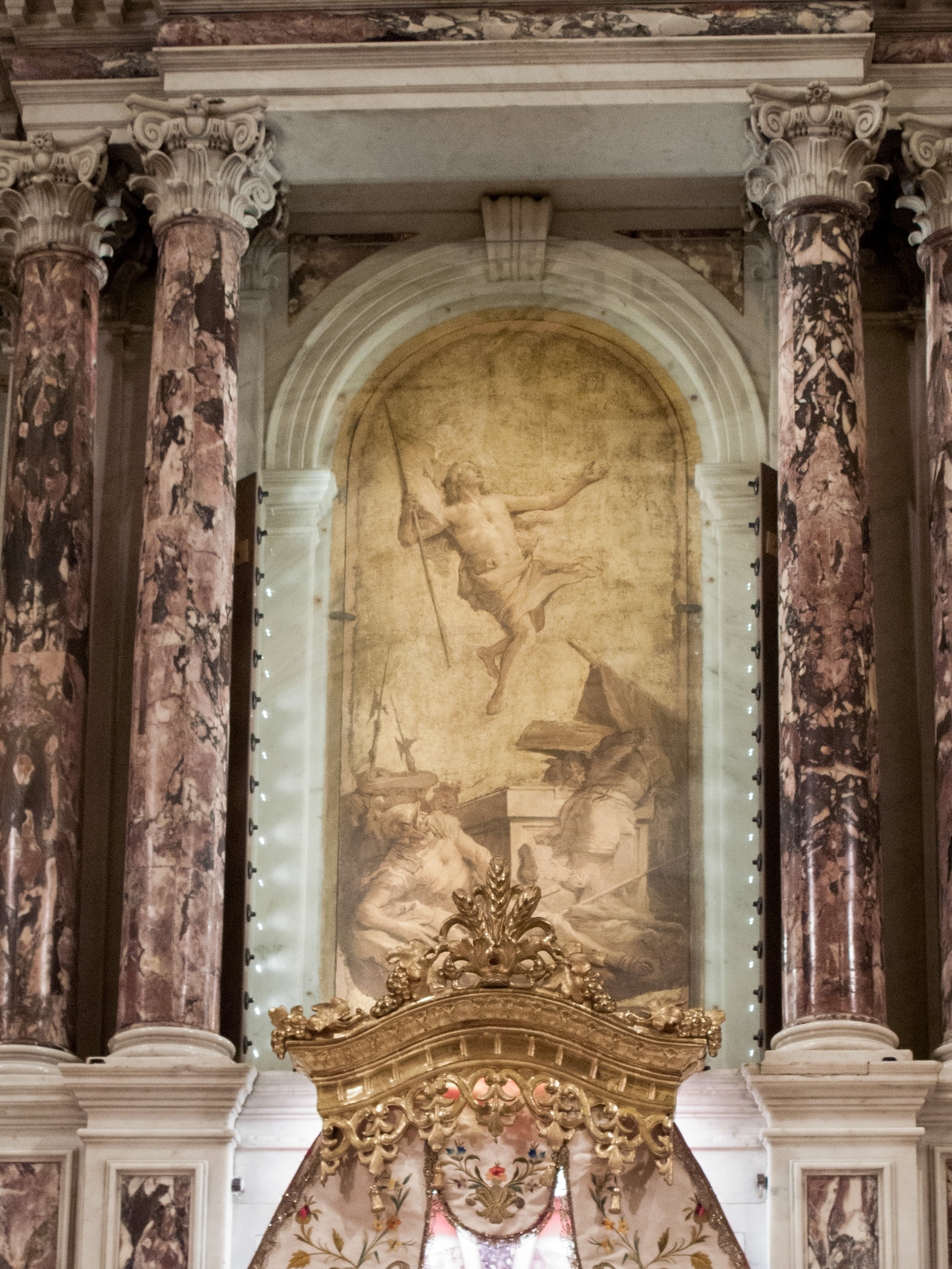
Tabernacolo e porta della Resurrezione, di Giandomenico Tiepolo

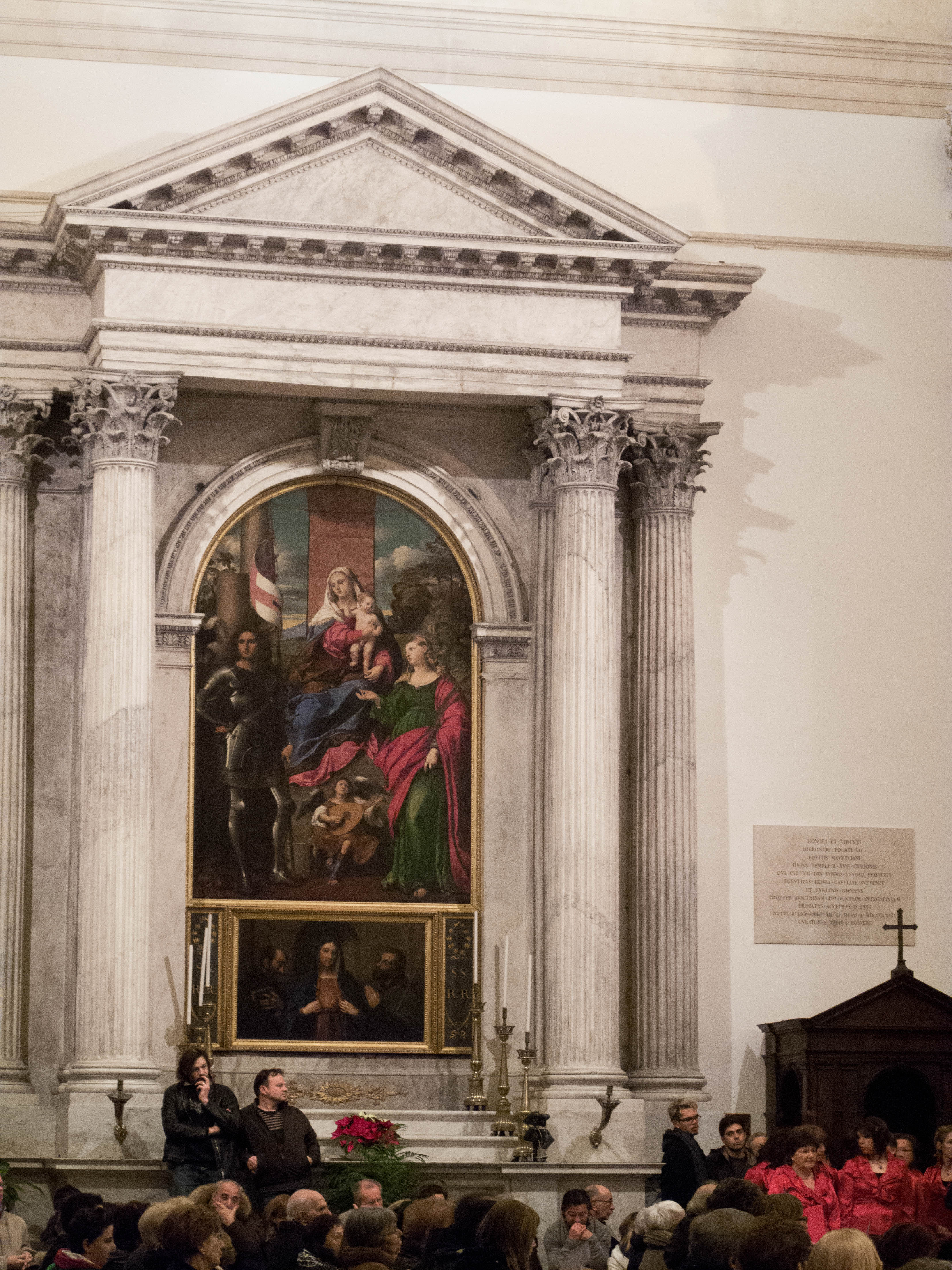
Vergine in trono tra i santi Giorgio e Lucia, di Palma il Vecchio

### Esterno
L'imponente facciata incombe su piazzetta Santo Stefano, una delle più antiche piazze cittadine, racchiusa tra palazzi di famiglie nobili.
La facciata in pietra di Vicenza è suddivisa orizzontalmente in due ordini sovrapposti ed è scandita da coppie di colonne, corinzie quelle inferiori e composite quelle superiori. È coronata da un timpano triangolare spezzato - tipico del barocco - che incornicia lo stemma della città. Ai lati, due volute che raccordano l'ordine inferiore alle due strette ali di quello superiore e due obelischi sormontati da palle alle estremità.
Cinque statue, scolpite da Giacomo Cassetti, ornano la facciata: le due che poggiano su eleganti mensole nel primo ordine rappresentano la Giustizia e la Sapienza; le tre che sono a coronamento del timpano raffigurano santo Stefano (in alto, segno della recuperata titolarità della chiesa) con san Vincenzo a sinistra e san Gaetano sulla destra.

### Interno
L'interno a una sola navata, luminoso per le pareti in marmorino, è imponente e scenografico, per effetto dei quattro giganteschi archi che sorreggono la cupola. Il transetto è molto ampio e il presbiterio - pienamente in sintonia con lo spirito della Controriforma - accoglie un altare monumentale.

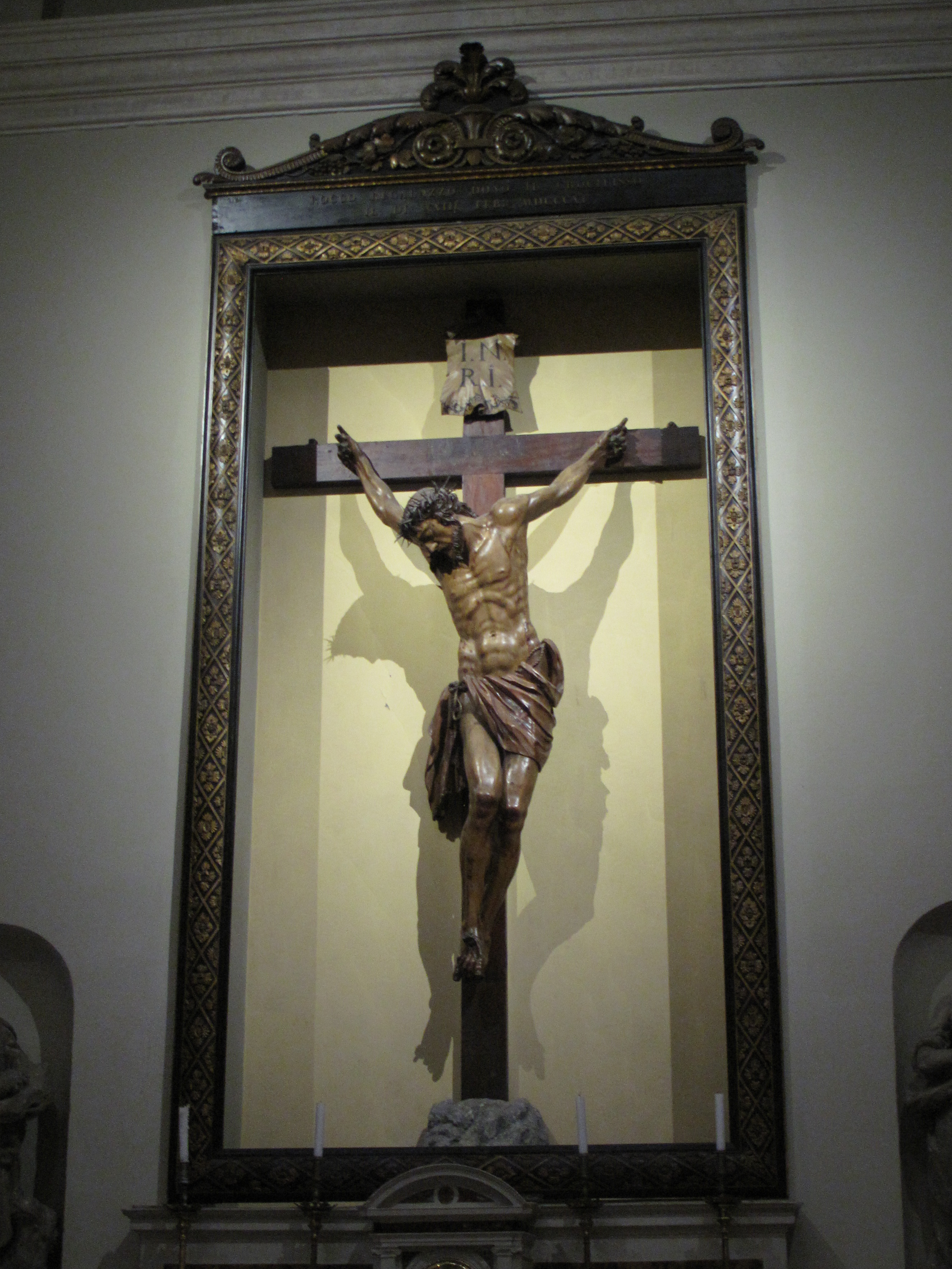
Crocifisso
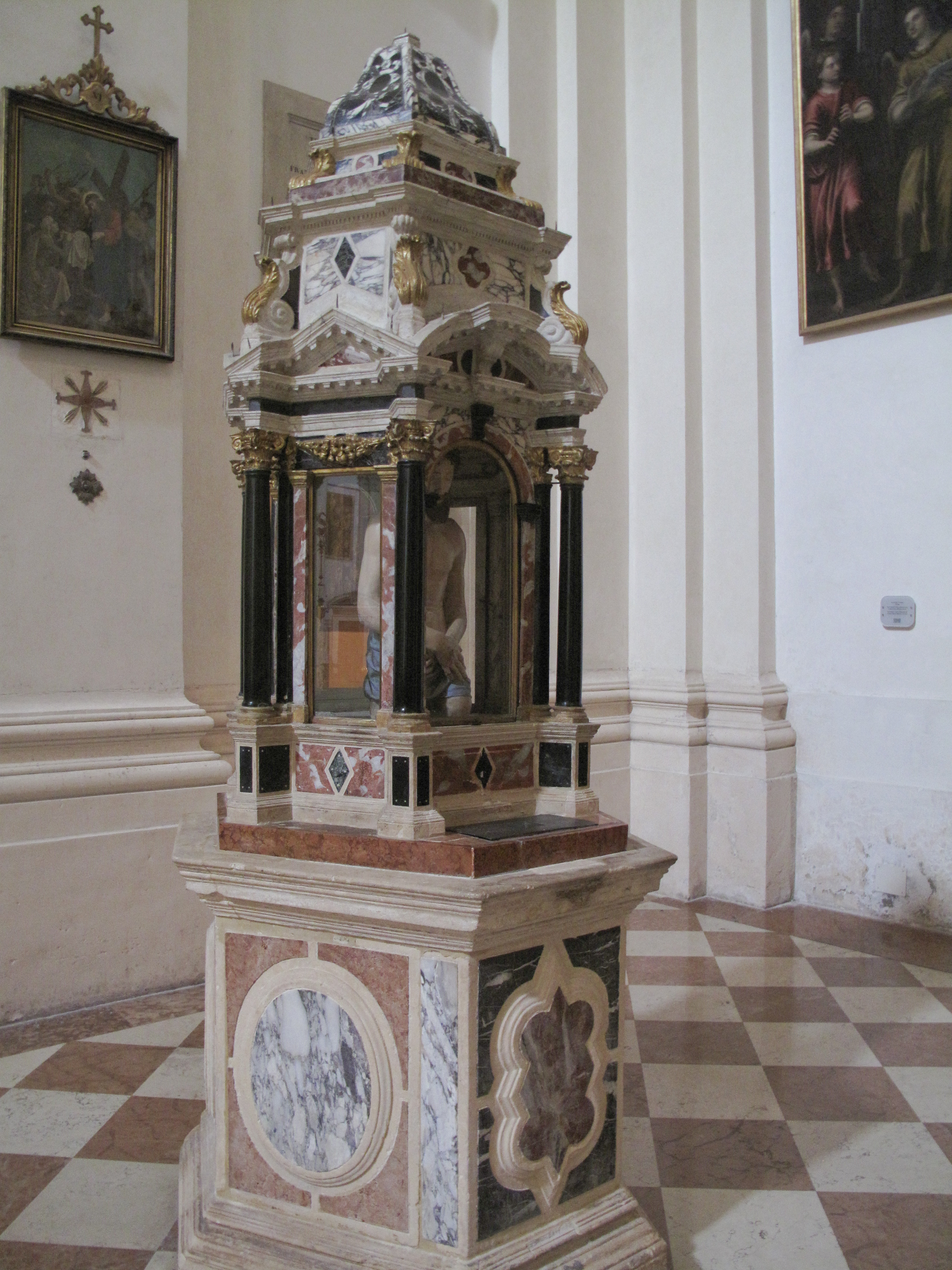
Edicola

#### Presbiterio e altare maggiore
Sulle pareti dei presbiterio sono collocate grandi tele:
- Transito di san Gaetano (sulla parete di fondo a destra dell'organo), opera giovanile di Francesco Maffei, affollato da un volo d'angeli e dalle vesti nere dei confratelli raccolti intorno al santo: lo sfondo rappresenta Napoli turrita.
- Lapidazione di santo Stefano (sulla parete destra), di Giovanni Battista Maganza il Vecchio.
- San Gaetano che fa fabbricare una grande chiesa nel Vicentino (sulla parete di fondo a sinistra) sempre del Maganza.
- Battesimo di Cristo (ancora a sinistra), di Alessandro Maganza.

L'altare del 1757 è in marmo bianco e breccia violacea con due statue di Antonio Bonazza, San Ludovico Bertrando e Santa Caterina de' Ricci, provenienti dalla chiesa padovana degli Eremitani.
Sull'altare è collocato un prezioso tabernacolo, opera di Domenico Angeli, con portelle - i cosiddetti "Tiepolini" - tre tavolette lignee monocrome su fondo oro di Giandomenico Tiepolo, in passato attribuite a Giambattista Tiepolo, databili agli anni 1758-60, dove sono rappresentate la Resurrezione di Cristo (nella portella centrale), San Pietro e San Giovanni Battista (nelle due laterali).
Le ultime due opere sono d'invenzione di Giandomenico, mentre viene attribuita al padre la Resurrezione, in particolare per la luce divina che colpisce i soldati.

#### Pareti laterali
Altri dipinti importanti della chiesa:
- Guarigione miracolosa compiuta da san Gaetano da Thiene (nella controfacciata), tela giovanile di Francesco Maffei.
- Angeli musicanti (sulla parete d'ingresso), di Vincenzo Maganza.
- San Paolo, già attribuita a Jacopo Tintoretto e che recenti studi attribuiscono al figlio Domenico.
- Apparizione di Gesù Bambino a sant'Antonio da Padova (al secondo altare destro), di Antonio Arrigoni, opera barocca del 1710.
- La Vergine in trono tra i santi Giorgio e Lucia (sull'altare del braccio sinistro del transetto), capolavoro della maturità di Palma il Vecchio.
- Martirio di san Lorenzo e Lapidazione di santo Stefano di Giacomo Ciesa.